# نریمان اوزسوی
نریمان اوزسوی (انگلیسی: Neriman Özsoy؛ زادهٔ ۷ ژوئیهٔ ۱۹۸۸) بازیکن والیبال اهل بلغارستان است و برای تیم ملی ترکیه به میدان می‌رود.
نریمان با تیم اجزاجی‌باشی سه قهرمانی لیگ ترکیه را تجربه نمود و در ترکیب تیم ملی والیبال زنان ترکیه به مدال برنز قهرمانی اروپا ۲۰۱۱ دست یافت. وی دوست دختر نیکولای نیکولوف است.